# Paricalcitol
Paricalcitolul este un analog sintetic de calcitriol (o formă de vitamina D) care este utilizat ca medicament, pentru prevenirea și tratamentul hiperparatiroidismului secundar la pacienții cu boală renală cronică.